# Новомученики
Новому́ченики (греч. Νεομάρτυρες) — термин в православии, которым характеризовались святые, принявшие мученическую кончину в относительно недавнее время. Впервые этот термин употребил Иоанн Златоуст, описывая мучеников, пострадавших при Юлиане Отступнике, но широкое распространение он получил с конца XV века как характеристика святых, пострадавших от иноверцев в Османской империи. В новейшее время этот термин употребляется применительно к подвижникам, пострадавшим от советской власти во время ожесточенных гонений на Русскую православную церковь в XX веке.
- Греческие новомученики — прославленные в лике святых мученики, пострадавшие на Востоке (в Османской империи) после падения Византии и до средины XIX века (не всегда были этническими греками); по греческим источникам известно до 300[2]. Память — в 3-ю Неделю по Пятидесятнице.
- Собор святых новомучеников и исповедников российских
- Китайские новомученики
- Католические новомученики России